# Padada
Padada est une municipalité de la province du Davao du Sud, aux Philippines. Selon le recensement de 2015, elle compte une population de 26 587 habitants.